# Chapelle double de Schwarz-Rheindorf
 (novembre 2020).
Si vous disposez d'ouvrages ou d'articles de référence ou si vous connaissez des sites web de qualité traitant du thème abordé ici, merci de compléter l'article en donnant les références utiles à sa vérifiabilité et en les liant à la section « Notes et références ».
La chapelle double de Schwarz-Rheindorf est une chapelle romane située à Bonn, en Rhénanie-du-Nord-Westphalie (Allemagne). La chapelle faisait autrefois partie d'un couvent bénédictin situé à Schwarzreindorf, et qui fait aujourd'hui partie de la ville de Bonn. Constituée comme une "double église", l'édifice comprend une église supérieure dédiée à la Vierge Marie et une église inférieure dédiée au pape Clément Ier. La chapelle est notamment célèbre pour ses fresques datant du XIIe siècle.

## Histoire
La chapelle a probablement été construite comme église privée pour Arnold de Wied[réf. souhaitée], prévôt de la cathédrale de Limbourg, de celle de Cologne et de la basilique Saint-Servais à Maastricht. De récentes découvertes archéologiques menées contre l'église indiquent que la chapelle faisait autrefois partie d'un château appartenant à la famille Wied[réf. nécessaire]. En 1151, la chapelle est consacrée en présence du roi Conrad III d'Allemagne. En cette même année, Arnold de Wield devient archevêque de Cologne, fonction d'une grande importance à cette époque.
Après la mort d'Arnold en 1156, sa sœur Hadwig de Wied transforme les bâtiments en un monastère de religieuses bénédictines. Déjà abbesse de Gerresheim et de l'abbaye d'Essen, Hadwig est alors à la tête de la congrégation de Schwarzrheindorf. Deux de ses sœurs la rejoignirent par la suite. Plus tard, le monastère devint un corps collégial pour les chanoinesses d'origine noble. La galerie supérieure de la chapelle n'était accessible qu'aux membres nobles de la communauté religieuse, où ils pouvaient assister à la Sainte Messe, séparés des roturiers dans l'église du dessous. En 1803, le foyer de chanoines fut dissous, et la chapelle fut utilisée à des fins séculières jusqu'à ce qu'elle devienne une église paroissiale en 1868.

## Importance artistique
La chapelle de Schwarz-Rheindorf est un exemple bien préservé d'une église double du Moyen Âge. La structure a  été recouverte de plâtre blanc en 1973, enduit qui se rapproche le plus de ce qui pouvait déjà exister au XIIe siècle. L'église est conçue à l'origine comme un Zentralbau, c'est-à-dire une structure centrale sans nef, à l'instar de la chapelle Palatine d'Aix-la-Chapelle. Le bâtiment possède aussi une haute tour centrale surmontée d'une flèche ainsi qu'une galerie naine qui encercle l'abside et les deux transepts. La galerie des nains est accessible par un escalier extérieur. Les chapiteaux romans de la galerie sont étroitement liés aux chapiteaux sculptés de la basilique Saint-Servatius à Maastricht, où Arnold de Wied avait lancé une vaste campagne de construction pendant sa prévôté.
Les fresques du XIIe siècle sont en grande partie d'origine. Elles furent redécouvertes en 1863 sous une couche de plâtre qui les avait recouvertes. Les peintures de l'église supérieure et inférieure sont toutes deux d'une grande importance sur le plan de l'histoire de l'art. Le sujet des fresques est tiré des enseignements de théologiens contemporains comme Rupert de Deutz et Otton de Freising. Dans la chapelle supérieure, Arnold et Hadwig de Wied sont peints sous un Christ en gloire, s'étendant sur le sol en signe d'humilité.

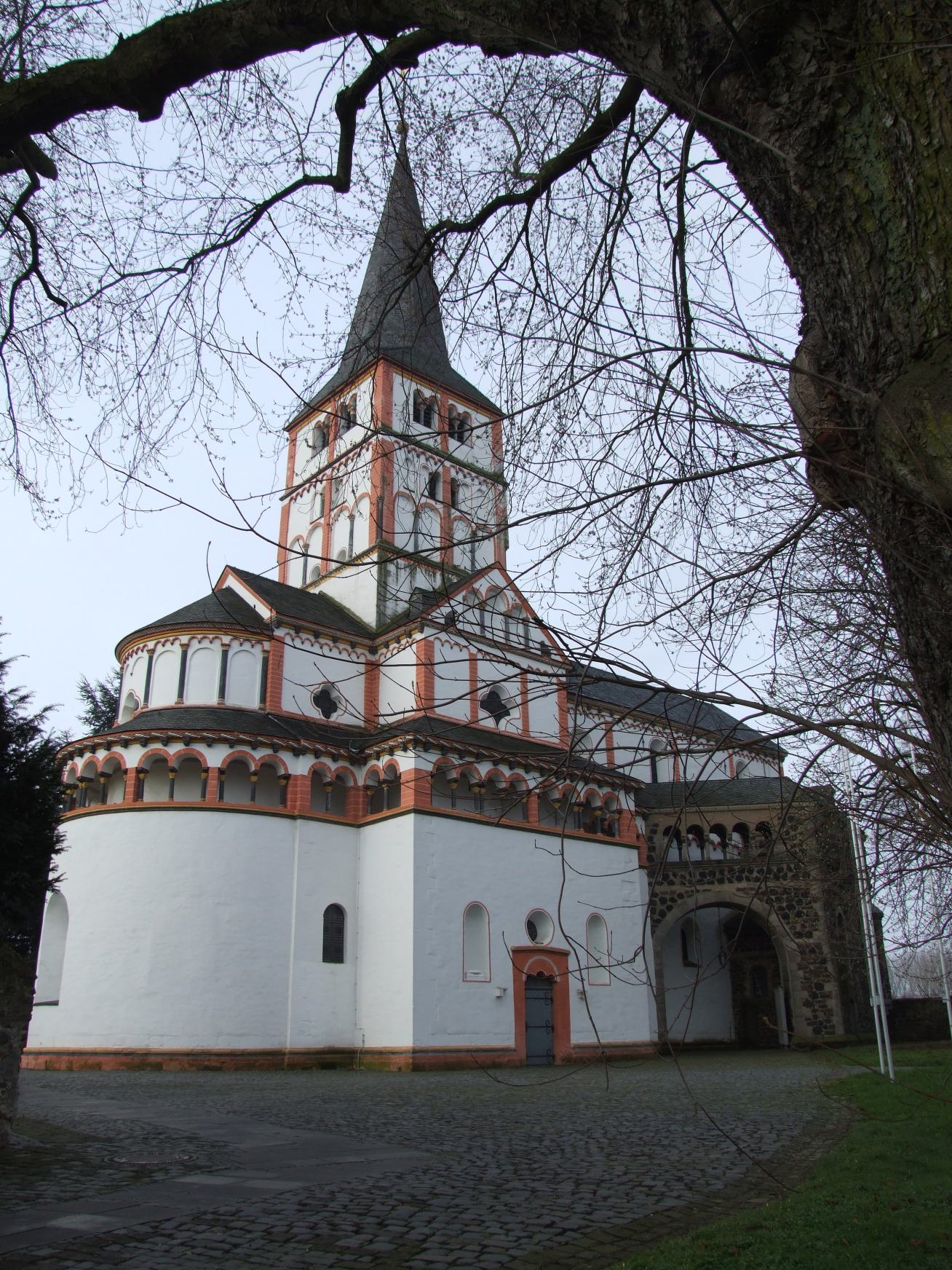
La double chapelle.
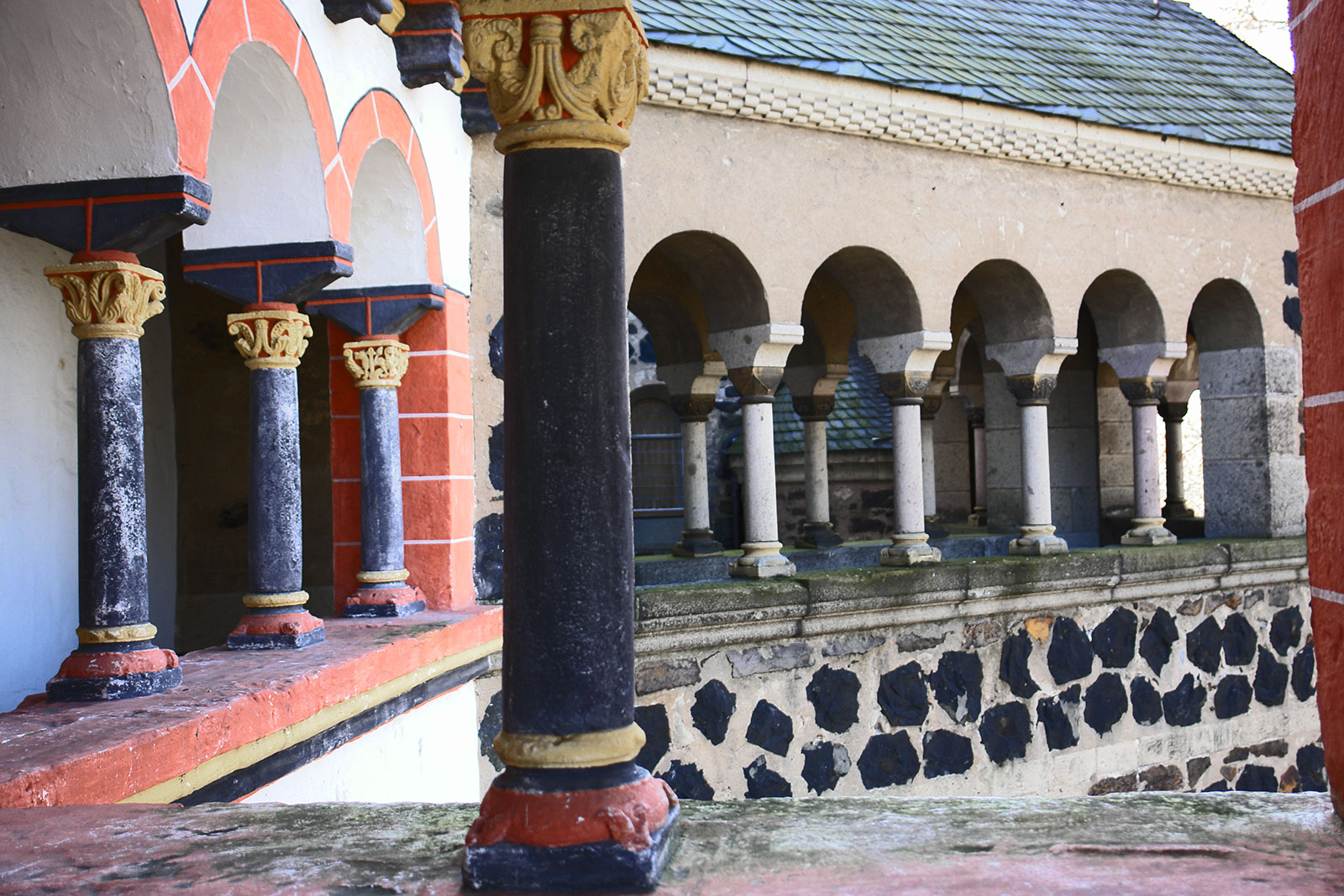
La galerie naine faisant le tour de l'édifice.
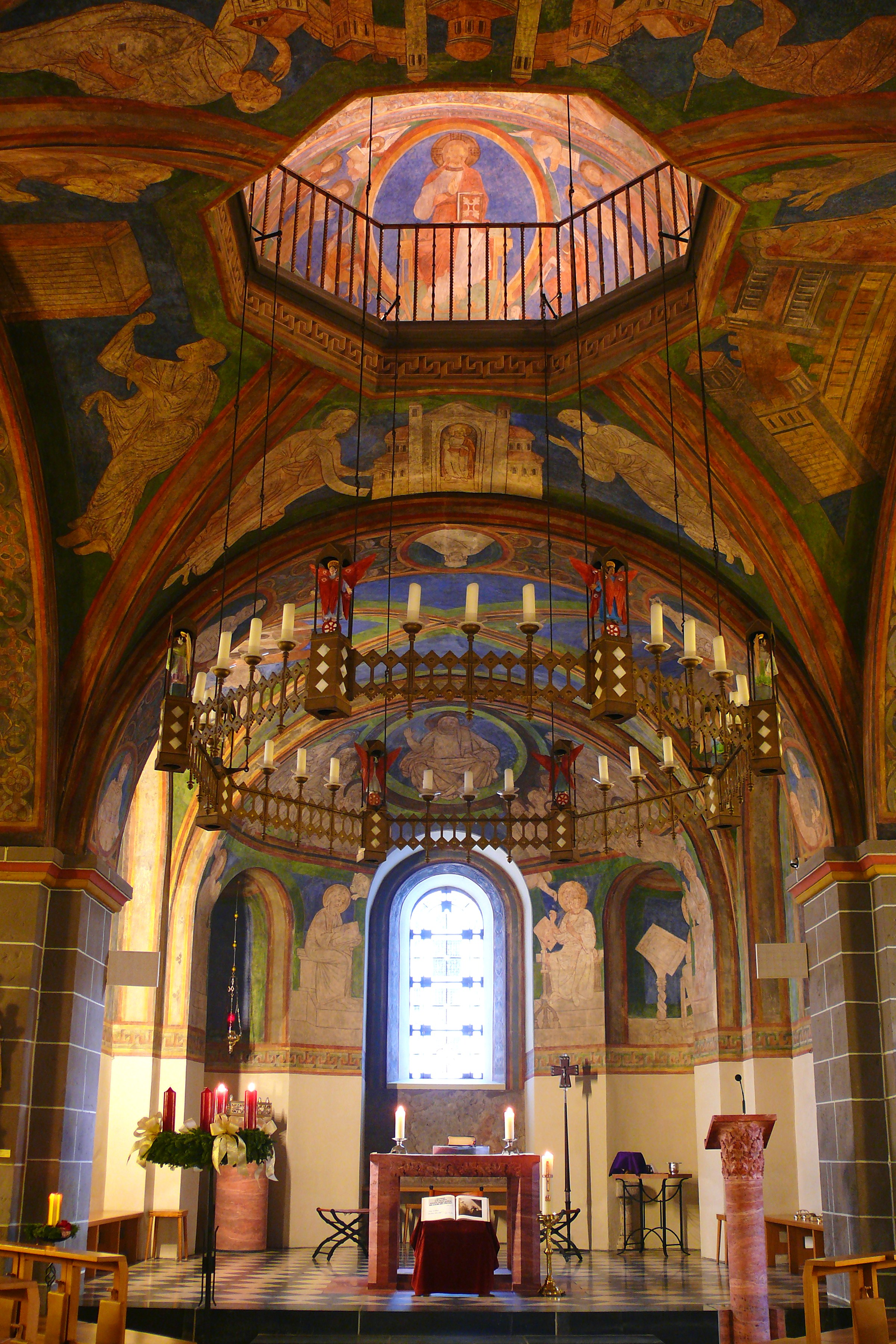
Intérieur de la chapelle inférieure.
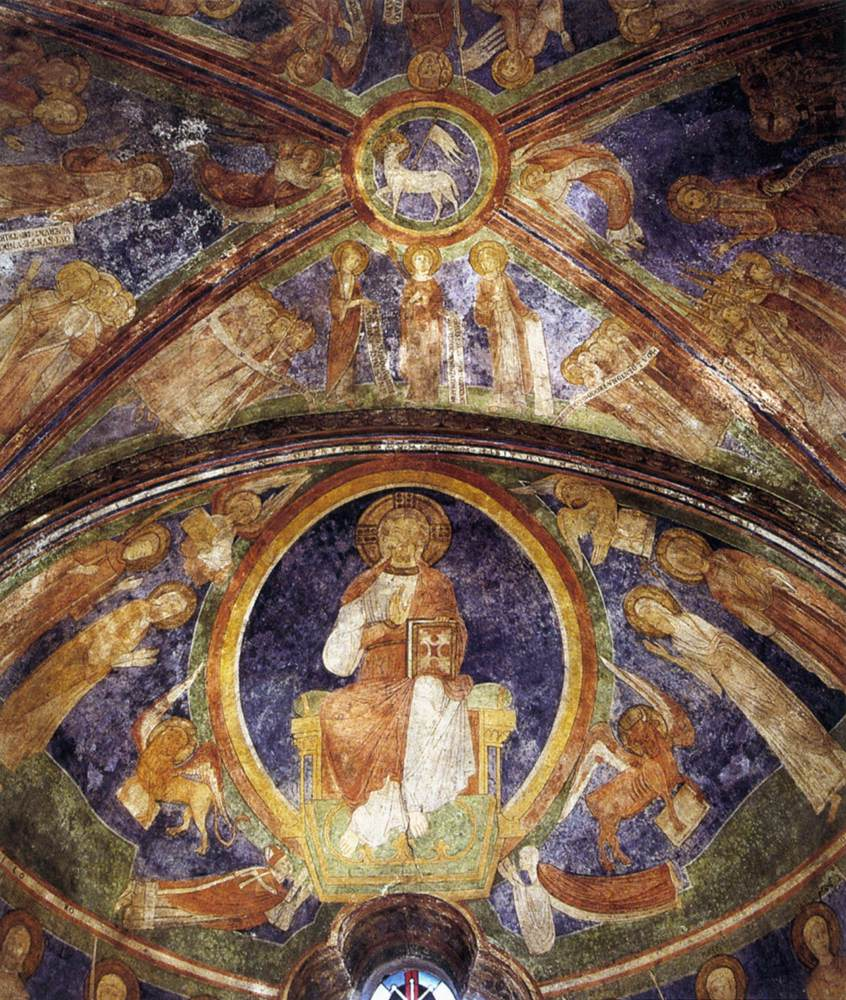
Fresques de la chapelle supérieure.